# Mami Kawada
Mami Kawada (川田まみ?, Kawada Mami; Sapporo, 13 febbraio 1980) è una cantante J-pop giapponese, che ha lavorato per NBCUniversal Entertainment Japan ed è membro di I've Sound, gruppo musicale che esegue colonne sonore per eroge e anime. Fece il proprio debutto come cantante nel 2001, dopo esser stata scoperta dal proprio insegnante di musica Eiko Shimamiya, con la pubblicazione del brano Kaze to kimi o daite. Pubblicò il suo primo singolo in collaborazione con la cantante Kotoko nel 2002, mentre il suo primo singolo da solista uscì nel 2005. Il suo primo album, Seed, fu pubblicato nel 2006. Mami tenne un concerto all'estero in Taiwan nel 2007, per poi presenziare al Bangkok Comic Con in Thailandia nel 2014.
Le canzoni di Kawada sono state utilizzate come temi musicali in numerosi anime, tra i quali le serie Shakugan no Shana e A Certain Magical Index. Ha interpretato numerose sigle per vari eroge, come Koi to senkyo to chocolate e Ao no kanata no four rhythm, e ha scritto brani anche per altri cantanti. La sua carriera si è conclusa nel maggio 2016 dopo un concerto finale, ritiro preannunciato in occasione dell'evento LisAni 2016.

## Biografia

### Debutto
Il talento vocale di Mami Kawada fu scoperto per la prima volta da Eiko Shimamiya, che era il suo insegnante alla scuola di canto a Sapporo, Hokkaidō. Fu introdotta in I've Sound, un gruppo di produzione musicale del quale Shimamiya ne faceva parte. Kawada diventò successivamente un membro di I've Sound. Nel 2001, fece il suo debutto con il brano interpretato con I've Sound "Kaze to Kimi wo Daite" (風と君を抱いて?), che fu utilizzato come sigla di apertura per il videogioco eroge miss you. Il brano fu presentato nel 5º album compilation di I've Sound intitolato "Out Flow". Da quel momento ha interpretato molti brani per videogiochi visual novel.
Nel 2002 iniziò a interpretare brani per anime e continuò a interpretare brani per visual novel. Kawada interpretò la sigla di chiusura per l'anime Please Teacher!, intitolata Sora no Mori de (空の森で?), mentre la sigla di apertura, intitolata "Shooting Star", la interpretò insieme a un'altra cantante di I've Sound, Kotoko. Nello stesso anno Kawada e Shimamiya hanno cooperato come band chiamata Healing Leaf e interpretato diversi brani per alcune visual novel. Uno solo di questi brani, tuttavia, fu presentato nel I've Girls Compilation, "Ame ni Utau Ballad" (雨に歌う譚詩曲?).
Nel corso del 2003 Mami interpretò la sigla di chiusura di Please Twins!, la serie TV anime sequel di Please Teacher!, intitolata "Asu e no Namida" (明日への涙?), mentre la sigla di apertura, intitolata "Second Flight", fu interpretata da Kotoko con la cantante j-pop Hiromi Satō.

### Seed(2005-2006)
Nel 2005 Mami Kawada strinse un contratto con Geneon Entertainment e il 23 febbraio 2005 pubblicò il suo principale singolo di debutto, intitolato "Radiance/Chi ni Kaeru: On the Earth", che fu utilizzato come sigla di apertura dell'anime Starship Operators, in edizione regolare e limitata con DVD. Questo segnò il lancio della sua carriera come cantautrice. Il brano Radiance fu scritto da lei e accompagnato da Kotoko. Lei iniziò a scriverle le proprie canzoni per le sue successive uscite.
Il 9 novembre 2005 Mami pubblicò il suo secondo singolo "Hishoku no Sora" (緋色の空? Scarlet-Colored Sky), che divenne la sigla di apertura della serie TV anime Shakugan no Shana. Divenne il suo miglior singolo e furono vendute circa 37 000 copie, guadagnandosi l'11ª posizione nella classifica settimanale di Oricon.
Nel marzo 2006 Kawada fece un'altra volta coppia con Kotoko per la realizzazione di un nuovo singolo contenente le sigle dell'adattamento animato del videogioco Baldr Force: Kawada interpretò la sigla di chiusura "Undelete", mentre Kotoko interpretò la sigla di apertura "Face of Fact (Resolution ver.)", un remix della sua prima canzone utilizzata nel videogioco. Quattro settimane dopo l'uscita di tale singolo, Kawada distribuì il suo primo album Seed, che conteneva sette brani nuovi, quattro brani presenti nei suoi primi tre singoli, e un brano presente in una visual novel uscita in precedenza nel 2004. L'album si posizionò 12º nella classifica settimanale di Oricon e vi rimase per cinque settimane, vendendo più di 25 000 copie.
Dopo poco più di due mesi, Mami Kawada fece il suo primo live tour, dove interpretò i brani del suo album live e distribuì un CD pamphlet contenente due brani, uno strumentale e l'altro la prima canzone da lei composta, intitolata "Carpe Diem".

## Discografia
- Seed (2006)
- Savia (2008)
- Linkage (2010)
- Square the Circle (2012)

## Performance dal vivo
- I've in BUDOKAN 2005 ～Open the Birth Gate～ (15 ottobre 2005)
- MAMI KAWADA FIRST LIVE TOUR 2006 "SEED" (20 maggio 2006)
- MAMI KAWADA 2008 January LIVE IN TAIWAN (19 gennaio 2008)
- Mami Kawada Official Fan Club Establishment Commemoration Event Special Video Concert "MAMI KAWADA 2008 January LIVE IN TAIWAN"
- MAMI KAWADA LIVE TOUR 2008 "SAVIA"
- I've in BUDOKAN 2009 ～Departed to the Future～ (2 gennaio 2009)
- MAMI KAWADA LIVE IN SHIBUYA 2011 "See visionS" (4 e 5 maggio 2011)